# Heuvelland (wijnstreek)
De wijnstreek Heuvelland bevindt zich in het zuiden van de provincie West-Vlaanderen en is een van de meest noordelijke wijnstreken van Europa. De wijngaarden besloegen in 2020 een oppervlakte van ongeveer 50 hectare tegenover een Belgische wijnoppervlakte van ongeveer 600 hectare.

## Terroir
De zuidelijke hellingen van de Monteberg, Kemmelberg, Vidaigneberg, Rodeberg en Zwarteberg kennen een gematigd klimaat. In het noorden beschermen bossen het Heuvelland tegen de koude wind en is er een microklimaat voor het verbouwen van wijndruiven. De bodem bestaat uit zand, klei en ijzerzandsteen.

## Wetgeving
Sedert 2005 is Heuvelland een wettelijk erkende Beschermde OorsprongsBenaming (BOB). Dit maakt het de jongste BOB van België.
Om als wijn de BOB Heuvelland te dragen worden strikte regels gevolgd.
- De druiven dienen uit wijngaarden te komen uit de deelgemeenten De Klijte, Dranouter, Kemmel, Loker, Nieuwkerke, Reningelst, Westouter, Wijtschate en Wulvergem.
- Toegelaten druivensoorten: Müller-Thurgau, Kerner, Siegerrebe, Pinot Gris, Chardonnay, Riesling, Auxerrois, Pinot Noir, Dornfelder, Regent, Cabernet Sauvignon, Johanniter en Muscat.
- Het minimum natuurlijk alcoholvolume is 8%. Het totale alcoholvolume in de fles mag niet lager zijn dan 9% en niet hoger dan 13,5%.
- De opbrengst per hectare mag niet hoger zijn dan 65 hectoliter. Voor de rassen Müller-Thurgau, Kerner, Auxerrois en Dornfelder is de gemiddelde maximale opbrengst per hectare beperkt tot 80 hl.

De BOB laat toe dat het natuurlijk alcoholvolume wordt verhoogd door toevoeging van sacharose, geconcentreerde druivenmost of gerectificeerde druivenmost. Men mag een gedeeltelijke ontzuring toepassen.

## Domeinen
Er zijn enkele wijnproducenten in Heuvelland, deze krijgen niet allemaal de BOB-classificatie. Enkelen die deze classificatie hebben zijn:
- Entre-Deux-Monts, Westouter
- Monteberg, Dranouter
- Domein Vidaigne, Westouter
- Wijndomein Cense de l'Alouette, Nieuwkerke

## Trivia
Op 15 augustus vinden de jaarlijkse Heuvellandse Wijnfeesten plaats op het domein 'De Warande' in Kemmel. De Heuvellandse wijnbouwers stellen er hun wijnen voor aan het grote publiek.